# Coupe d'Océanie féminine de football 2014
Navigation
Édition précédente Édition suivante
La Coupe d'Océanie féminine de football 2014 est la dixième édition de la Coupe d'Océanie féminine de football, une compétition de la Confédération du football d'Océanie (OFC) entre les meilleures sélections nationales féminines de football de la région.
L'édition 2014 de la Coupe a lieu du 25 au 29 octobre en Papouasie-Nouvelle-Guinée, dont la candidature a été retenue devant celle de la Nouvelle-Zélande (pays hôte en 2010). Tous les matchs se déroulent au stade Kalabond Oval, à Kokopo, près de Rabaul.
La Coupe d'Océanie constitue par ailleurs la compétition des qualifications pour la Coupe du monde de football féminin 2015. L'Océanie ayant droit à une place pour les phases finales, l'équipe qui remporte la Coupe d'Océanie est qualifiée pour les phases finales de la Coupe du monde au Canada.
Comme à l'accoutumée, l'équipe de Nouvelle-Zélande (les Football Ferns) domine la compétition, remportant ses trois matchs avec trente buts marqués et aucun encaissé. Elle se qualifie ainsi pour sa troisième phase finale consécutive de Coupe du monde.

## Nations participantes
Alors que huit nations avaient participé à la compétition en 2010, seules quatre prennent part à la Coupe d'Océanie 2014 : la Nouvelle-Zélande (championne d'Océanie en titre), les îles Cook, les Tonga et le pays hôte. En juin 2014, le classement FIFA de ces quatre nations était le suivant. De toutes les nations océaniennes, la Nouvelle-Zélande est alors la seule classée, étant la seule active au cours des dix-huit mois précédents. Le classement OFC est déterminé selon les points accordés par la FIFA même aux nations inactives. Depuis que l'Australie a quitté l'OFC en 2006 pour rejoindre l'Confédération asiatique de football, la Nouvelle-Zélande règne sans-partage sur l'Océanie, écrasant les vice-championnes papou-néo-guinéennes 7-0 en 2007 et 11-0 en finale en 2010.
| Nation                    | Classement mondial | Classement OFC | Participation à la Coupe d'Océanie | Meilleur résultat en Coupe d'Océanie |
| ------------------------- | ------------------ | -------------- | ---------------------------------- | ------------------------------------ |
| Nouvelle-Zélande          | 20                 | 1              | 10e                                | championnes (1983, 1991, 2007, 2010) |
| Papouasie-Nouvelle-Guinée | nc                 | 2              | 8e                                 | vice-championnes (2007, 2010)        |
| Tonga                     | nc                 | 3              | 3e                                 | troisièmes (2007)                    |
| Îles Cook                 | nc                 | 9              | 3e                                 | troisièmes (2010)                    |

## Déroulement
Puisqu'il n'y a que quatre équipes engagées, la compétition se déroule en une seule phase, en tournoi toutes rondes, sans matchs couperet. Chaque équipe rencontre les trois autres, le classement final et le vainqueur étant déterminés aux points.